# Oscar Luigi Scalfaro
Oscar Luigi Scalfaro (ur. 9 września 1918 w Novarze, zm. 29 stycznia 2012 w Rzymie) – włoski polityk i prawnik, wieloletni parlamentarzysta i minister, działacz chrześcijańskiej demokracji, prezydent Republiki Włoskiej w latach 1992–1999.

## Życiorys
Ukończył studia prawnicze na Katolickim Uniwersytecie Najświętszego Serca w Mediolanie, po czym rozpoczął pracę jako urzędnik prokuratury. Działał przez wiele lat w Akcji Katolickiej, pełniąc w jej ramach kierownicze funkcje na różnych szczeblach.
W 1946 został posłem do powołanej po II wojnie światowej konstytuanty (Assemblea Costituente della Repubblica Italiana), która działała do 1948. W tym samym roku został po raz pierwszy wybrany do Izby Deputowanych. W niższej izbie włoskiego parlamentu zasiadał nieprzerwanie do 1992 jako poseł I, II, III, IV, V, VI, VII, VIII, IX, X i XI kadencji. Był jednym z założycieli i liderów Chrześcijańskiej Demokracji (DC).
Wielokrotnie obejmował stanowiska rządowe. Był podsekretarzem stanu w Ministerstwie Sprawiedliwości (1955–1958), koordynował wówczas uchwalenie przepisów, które zezwoliły kobietom na zajmowanie stanowisk sędziego. Od 1966 do 1968 i ponownie w 1972 sprawował urząd ministra transportu i lotnictwa cywilnego. W latach 1972–1973 był ministrem edukacji publicznej, a w latach 1976–1983 pełnił funkcję wiceprzewodniczącego Izby Deputowanych. Od 1983 do 1987 sprawował urząd ministra spraw wewnętrznych. W 1987 Francesco Cossiga powierzył mu misję utworzenia nowego rządu, z której Oscar Luigi Scalfaro jednak zrezygnował.
24 kwietnia 1992 stanął na czele Izby Deputowanych. 25 maja tego samego roku kolegium, po dwóch tygodniach nieudanych prób wyłonienia nowego prezydenta Włoch, wybrało na ten urząd Oscara Lugiego Scalfaro jako kompromisowego kandydata. Pierwsze lata jego prezydentury przypadły na czas ujawniania afer korupcyjnych (tzw. Tangentopoli), które doprowadziły do upadku większości dotychczasowych ugrupowań w tym do rozwiązania się jego Chrześcijańskiej Demokracji. 15 maja 1999 zakończył urzędowanie, objął wówczas mandat dożywotniego senatora. Zarówno w okresie prezydentury, jak i w późniejszych latach, krytycznie odnosił się do rządów Silvia Berlusconiego. W 2007 przystąpił do Partii Demokratycznej.
Zmarł w Rzymie rankiem 29 stycznia 2012 w wieku 93 lat.

## Odznaczenia i wyróżnienia
Włoskie
- Wielki Mistrz Orderu Zasługi Republiki Włoskiej – ex officio (1992–1999)
- Wielki Mistrz Orderu Wojskowego Włoch – ex officio (1992–1999)
- Wielki Mistrz Orderu Zasługi za Pracę – ex officio (1992–1999)
- Wielki Mistrz Orderu Gwiazdy Solidarności Włoskiej – ex officio (1992–1999)
- Wielki Mistrz Orderu Vittorio Veneto – ex officio (1992–1999)
- Złoty Medal Zasługi dla Kultury i Sztuki (Medaglia d'oro ai benemeriti della scuola della cultura e dell'arte) – 1973[5]

Zagraniczne
- Kawaler Łaski Magistralnej Zakonu Kawalerów Maltańskich – 1950
- Order Słonia – 1993, Dania[6]
- Order Orła Białego – 1996, Polska[7]
- Łańcuch Orderu Izabeli Katolickiej – 1996, Hiszpania[8]
- Wielki Order Króla Tomisława – 1997, Chorwacja[9]
- Order Krzyża Ziemi Maryjnej I klasy – 1997, Estonia[10]
- Krzyż Wielki Orderu Witolda Wielkiego – 1997, Litwa[11]
- Komandor Krzyża Wielkiego z Łańcuchem Orderu Trzech Gwiazd – 1997, Łotwa[12]
- Order Podwójnego Białego Krzyża I klasy – 1997, Słowacja[13]
- Order Królewski Serafinów – 1998, Szwecja
- Order Księcia Jarosława Mądrego I klasy[14] – Ukraina
- Złoty Łańcuch Orderu Piusa IX – Watykan